# Neriene variabilis
Neriene variabilis là một loài nhện trong họ Linyphiidae.
Loài này thuộc chi Neriene. Neriene variabilis được Richard C. Banks miêu tả năm 1892.